# Cheramoides
Cheramoides is een geslacht van kreeftachtigen uit de klasse van de Malacostraca (hogere kreeftachtigen).